# Bible de Floreffe

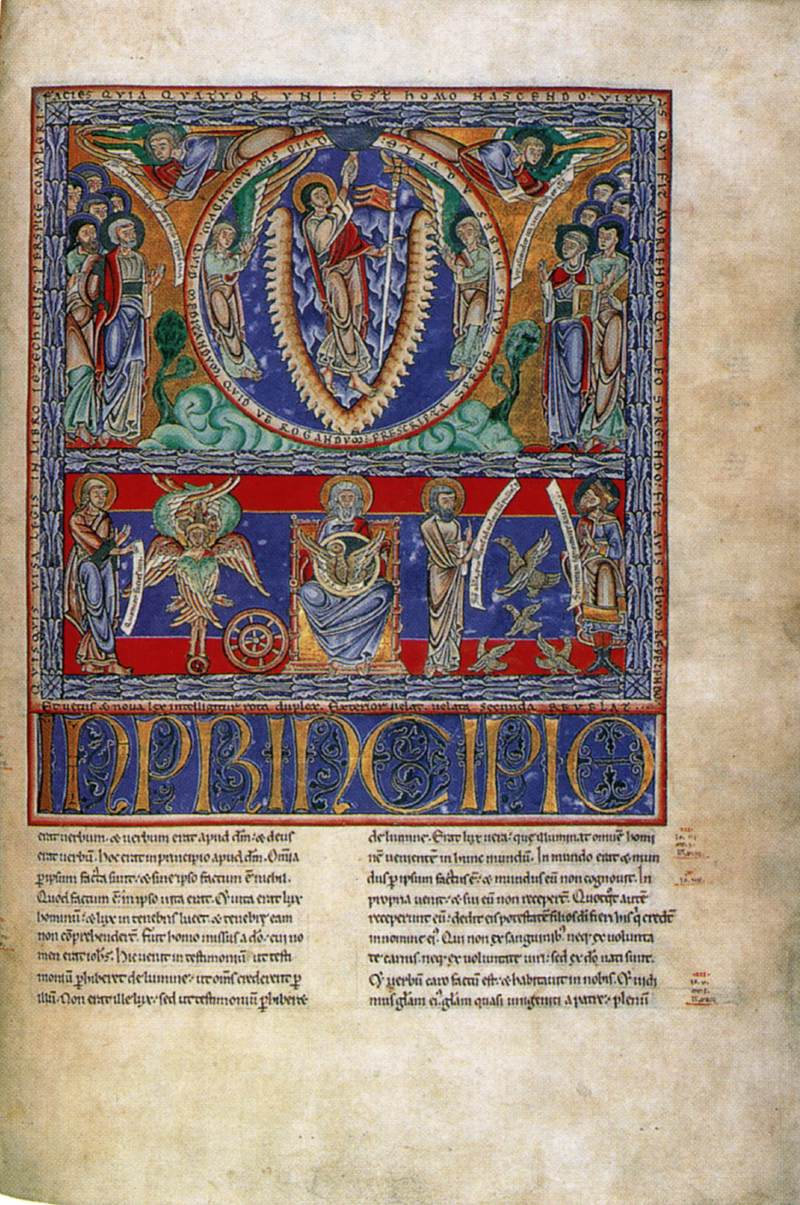
La résurrection, début de l'évangile de Jean

La Bible de Floreffe est un précieux manuscrit enluminé datant d'environ 1170. Cette Bible en deux volumes, réalisée à l’abbaye de Floreffe (Belgique), est un chef-d’œuvre de l'Art mosan. Elle se trouve aujourd’hui à la British Library de Londres (Add. 17737-17738).

## Origine et histoire
Le commanditaire de cette Bible est sans doute le chanoine Gerland, troisième abbé de l’abbaye prémontrée de Floreffe. Réalisée vers 1170 elle comprend deux volumes de large dimension comprenant respectivement 273 et 256 feuillets.
Le texte est latin. Le second tome comprend 6 miniatures en pleine page. Comme le voulait le goût artistique de l’époque, la lettre ou le mot initial de chaque livre (de la Bible) est richement enluminé de motifs associant anecdotes bibliques, symboles et allégories.

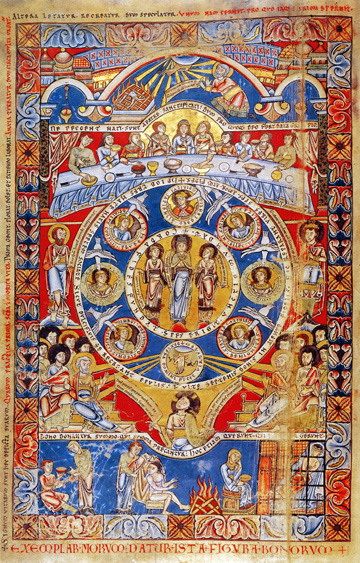
Miniature des vertus et des œuvres corporelles de miséricorde, f.3v
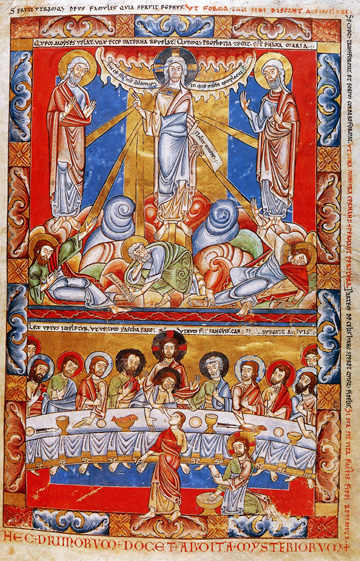
Miniature de la transfiguration et du Cène, f.4r
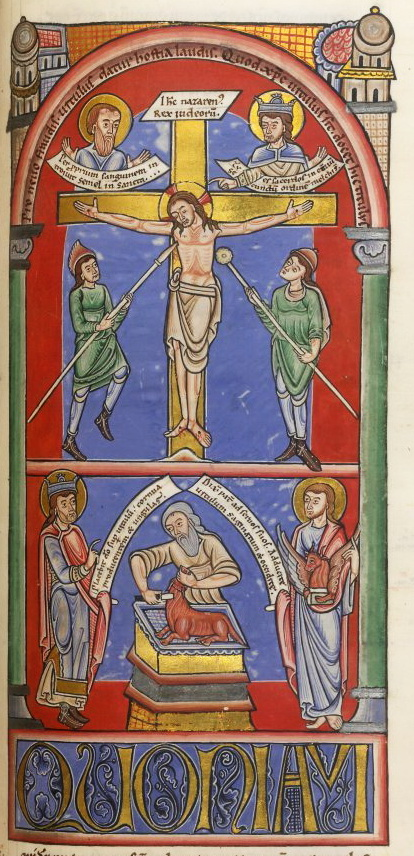
Miniature de la Crucifixion, f.187r